# Пелагические голотурии
Пелагические голотурии (лат. Pelagothuriidae) — семейство голотурий отряда боконогих.

## Описание
Общий план строения различных представителей семейства сходен:
Тело короткое и гладкое. Ротовое отверстие окружено щупальцами. Короткие щупальца предназначены для сбора пищи, а длинные соединены кожными перепонками, образующими диск. Плавают в толще воды вверх ротовым отверстием с помощью плавных движений диска. Кожа прозрачна, с розовым, фиолетовым или лиловым оттенком.

## Классификация
В состав семейства включают два монотипических рода:
- Enypniastes Théel, 1882
  - Enypniastes eximia Théel, 1882
- Pelagothuria Ludwig, 1893
  - Pelagothuria natatrix Ludwig, 1893